# AGM-158C LRASM
El AGM-158C LRASM  (misil antibuque de largo alcance) es un misil de crucero antibuque furtivo desarrollado para la Fuerza Aérea de los Estados Unidos y la Armada de los Estados Unidos por la Agencia de Proyectos de Investigación Avanzada de Defensa (DARPA). El LRASM tenía la intención de ser pionero en capacidades de focalización autónomas más sofisticadas que el actual misil antibuque Harpoon de la Armada de los EE. UU., que ha estado en servicio desde 1977.
La Armada fue autorizada por el Pentágono para poner el LRASM en producción limitada como arma operativa en febrero de 2014 como una solución provisional de capacidad urgente para abordar los problemas de alcance y supervivencia con el Harpoon y para priorizar la derrota de buques de guerra enemigos, que se ha descuidado desde entonces. el final de la Guerra Fría, pero adquirió importancia con la modernización de la Armada del Ejército Popular de Liberación de China.
Los competidores de Lockheed Martin protestaron por la decisión de adjudicarles un contrato dadas las circunstancias de la selección y la competencia por el misil. La Marina respondió diciendo que el programa LRASM de Lockheed tenía un alcance limitado, que la decisión de seguir adelante con ellos se tomó después de la adjudicación inicial de un contrato DARPA y que era una necesidad urgente enfrentar amenazas futuras.
La Armada llevará a cabo una competencia para el misil antibuque de Guerra Ofensiva Antisuperficie (OASuW) / Incremento 2 como continuación de LRASM para entrar en servicio en 2024.  La competencia OASuW Increment 2 estará completamente abierta y comenzará en el año fiscal 2017. Se espera que el LRASM compita contra la oferta conjunta de Kongsberg / Raytheon del Joint Strike Missile (JSM) para las necesidades de lanzamiento aéreo y un misil de crucero Raytheon Tomahawk mejorado para las necesidades de lanzamiento desde la superficie. 
En agosto de 2015, el misil fue designado oficialmente AGM-158C.
El arma fue disparada con éxito contra múltiples objetivos el 13 de diciembre de 2017, por un B-1B que volaba sobre el Point Mugu Sea Range.
En mayo de 2018 se completó con éxito una segunda prueba de vuelo en la que participaron dos LRASM.
En diciembre de 2018, el LRASM se integró en el B-1 Lancer de la USAF , alcanzando su capacidad operativa inicial. El misil alcanzó su capacidad operativa temprana en los Super Hornets de la Armada en noviembre de 2019.
En 2020, la Armada de los EE. UU. comenzó a planificar la integración del LRASM en el Boeing P-8 Poseidon.
En febrero de 2021, la Armada y la Fuerza Aérea de los EE. UU. adjudicaron un contrato de 414 millones de dólares a Lockheed Martin para continuar la producción de la variante lanzada desde el aire del LRASM, ahora operativa en el F/A-18E/F de la Armada de los EE. UU. y el B-1B de la Fuerza Aérea de los EE. UU.
En 2024 un F/A 18 Super Hornet hundió al blanco naval USS Tarawa (LHA-1) con un misil AGM-158C LRASM durante el ejercicio naval RIMPAC 2024.